# Eugen Gustav Steinhof

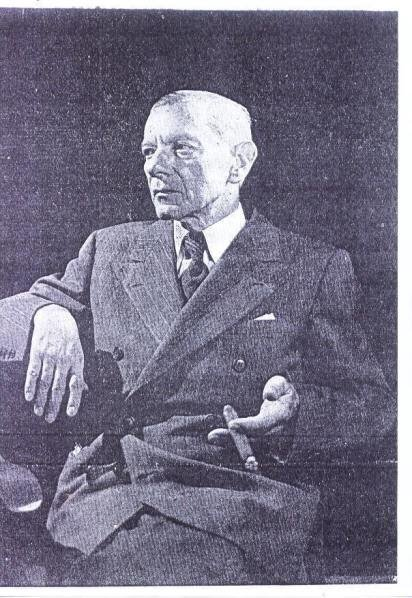
Eugen Steinhof

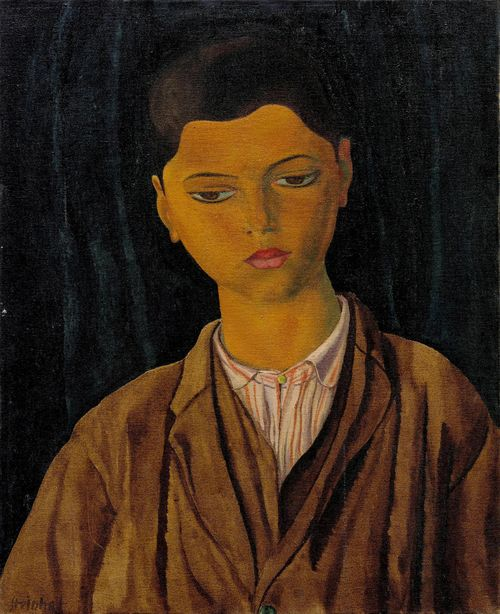
Ein Porträt

Eugen Gustav Steinhof (*  5. Oktober 1880 in Wien, Österreich-Ungarn; † 10. Juli 1952 in Los Angeles) war ein österreichisch-ungarischer Architekt, Maler, Bildhauer und Bauingenieur. Er war Schüler von Otto Wagner, Josef Hoffmann, Henri Matisse und Adolf von Hildebrand.

## Leben und Wirken
Steinhof war der Sohn von Bernhard Steinhof und Adele Horowitz. Er war 1915 mit Ida O’Aprile, 1926 mit Ninon Tallon (Herriot) und 1931 mit Maria verheiratet. Er hatte zwei Töchter, Maria Beatrix (1915) und Irene.
1905 schloss er sein Studium als Bauingenieur und Architekt ab. Ab Oktober 1910 studierte er Bildhauerei bei Adolf von Hildebrand an der Akademie der bildenden Künste München. Von 1905 bis 1923 war er als plastischer Künstler tätig. Er knüpfte unter anderem Kontakte zu Arnold Schönberg, war befreundet mit André Lucart, Le Corbusier, Walter Gropius, Mies van der Rohe, Maurice Ravel, Manuel del Falla, Frank Lloyd Wright, Albert Einstein, Henry van de Velde und Erich Mendelsohn.
Er war von 1923 bis 1931/32 Direktor der Universität für angewandte Kunst in Wien und musste aufgrund seiner jüdischen Herkunft 1931/32 in die USA emigrieren. Er unterrichtete später am Beaux-Arts-Institut für Design der New York University, der Cooper Union, der University of Oregon, der University of Southern California und der Universidade Federal do Rio Grande do Sul. Zu seinen Schülern gehörten Fritz Wotruba, Rudolf Knörlein, B.C. Binning, Allie Tennant und Egon Weiner. Seine Bücher Architecture und The Education of the Architect waren einflussreich auf dem Gebiet der Architekturausbildung.

## Publikationen
- Art and Society in: Parnassus Vol. 9, No. 6 (Nov., 1937), pp. 15–19

## Ausstellungen
- International Exhibition of Modern Decorative and Industrial Arts, Skulpturen, Paris 1925.

## Auszeichnungen
- Ehrenmitglied des Architect Institute of Brazil
- Professor „Ad Honorem“ der Architekturfakultät der Universität Uruguay
- Ritter der Ehrenlegion Frankreichs